# Валдоста (Џорџија)
Валдоста (енгл. Valdosta) град је у америчкој савезној држави Џорџија. По попису становништва из 2010. у њему је живело 54.518 становника.

## Демографија
Према попису становништва из 2010. у граду је живело 54.518 становника, што је 10.794 (24,7%) становника више него 2000. године.
| Група             | 2000.          | 2010.          |
| Белци             | 20.440 (46,7%) | 22.634 (41,5%) |
| Афроамериканци    | 21.201 (48,5%) | 27.844 (51,1%) |
| Азијати           | 610 (1,4%)     | 933 (1,7%)     |
| Хиспаноамериканци | 954 (2,2%)     | 2.204 (4,0%)   |
| Укупно            | 43.724         | 54.518         |